# Ayhancan Güven
Ayhancan Güven (Istanbul, 2 gennaio 1998) è un pilota automobilistico turco, due volte vincitore della Porsche Carrera Cup Francese e nel 2023 ha vinto l'Asian Le Mans Series.

## Carriera
Nato nel 1998 a Istanbul, Güven, su impulso di suo padre ha iniziato a correre in kart, dopo diversi buoni risultati, nel 2017, passa alle corse in GT partecipando con il team Toksport WRT nella Porsche Carrera Cup France. L'anno seguente con il team Attempto Racing ottiene la vittoria della seria. Sempre nel 2018 ha vinto la FIA GT Nations Cup, rappresentando il suo paese d'origine insieme a Salih Yoluç.
Nel 2019 vince per la seconda volta consecutiva la Porsche Carrera Cup France e diventa vicecampione Porsche Supercup dietro a Michael Ammermüller. Anche nel 2020 ottiene ottimi risultati, diventa vince campione nella serie francese e chiude terzo nella Porsche Supercup. L'anno seguente passa alla Porsche Carrera Cup Germany dove ottiene quattro vittorie e chiude secondo in campionato dietro a Larry ten Voorde, mentre nella Supercup ottiene il terzo posto.
Nel 2022 lascia le corse monomarche della Porsche, ma rimane alla guida della vettura tedesca partecipando alla ADAC GT Masters in coppia con Christian Engelhart. Il duo ottiene due vittorie, si laureano vicecampioni dietro all'italiano Raffaele Marciello. Nello stesso anno prende parte anche a due gare del Deutsche Tourenwagen Masters guidando la Ferrari 488 GT3 Evo 2020 del team AF Corse supportato da AlphaTauri.
Nel 2023, il pilota turco esordisce nei prototipi, correndo nella Asian Le Mans Series, classe LMP2. Insieme a Salih Yoluç e Charlie Eastwood ottengono la vittoria nella 4 Ore di Abu Dhabi e grazie ad altri tre podi vincono la serie. Nel resto del anno prende parte per la prima volta al intera stagione del Deutsche Tourenwagen Masters, guidando la Porsche 911 GT3 R del team KÜS Team Bernhard.
Nel 2024, in equipaggio con Laurens Vanthoor e Matt Campbell ha vinto la 12 Ore di Bathurst alla guida della Porsche 911 GT3 R. Per il resto del anno corre nel DTM con il team campione in carica, Manthey Racing guidando la Porsche 911 GT3 R (992).

## Risultati

### Riassunto della carriera
| Stagione | Serie                                   | Team                        | Gare | Vittorie | Pole | GPV | Podi | Punti | Pos. |
| -------- | --------------------------------------- | --------------------------- | ---- | -------- | ---- | --- | ---- | ----- | ---- |
| 2017     | Porsche Carrera Cup France              | Toksport WRT                | 7    | 0        | 0    | 0   | 1    | 112   | 6º   |
| 2017     | Porsche GT3 Cup Challenge Benelux       | Toksport WRT                | 9    | 4        | 5    | 3   | 5    | 138   | 4º   |
| 2018     | Porsche Carrera Cup Germany             | MSG / HRT Motorsport        | 4    | 0        | 0    | 0   | 0    | 0     | NC†  |
| 2018     | Porsche Carrera Cup France              | Attempto Racing             | 6    | 1        | 0    | 3   | 6    | 200   | 1º   |
| 2018     | Porsche GT3 Cup Challenge Benelux       | Attempto Racing             | 12   | 7        | 9    | 10  | 9    | 243   | 1º   |
| 2018     | FIA GT Nations Cup                      | Team Turkey                 | 3    | 2        | 0    | 1   | 3    | N/A   | 1º   |
| 2019     | Porsche Carrera Cup France              | Martinet by Alméras         | 12   | 5        | 6    | 4   | 10   | 207   | 1º   |
| 2019     | Porsche Supercup                        | Martinet by Alméras         | 10   | 1        | 1    | 0   | 5    | 124   | 2º   |
| 2019     | FIA Motorsport Games GT Cup             | Team Turkey                 | 3    | 0        | 0    | 0   | 0    | N/A   | 12º  |
| 2020     | Porsche Carrera Cup France              | Martinet by Alméras         | 10   | 3        | 1    | 1   | 6    | 166   | 2º   |
| 2020     | Porsche Supercup                        | Martinet by Alméras         | 8    | 2        | 3    | 0   | 4    | 113   | 3º   |
| 2021     | Porsche Carrera Cup Germany             | Phoenix-Iron Force Racing   | 16   | 4        | 7    | 2   | 12   | 275   | 2º   |
| 2021     | Porsche Supercup                        | BWT Lechner Racing          | 8    | 1        | 1    | 1   | 4    | 110   | 3º   |
| 2022     | ADAC GT Masters                         | Team Joos Sportwagentechnik | 14   | 2        | 2    | 0   | 4    | 178   | 2º   |
| 2022     | Deutsche Tourenwagen Masters            | AlphaTauri AF Corse         | 2    | 0        | 0    | 0   | 0    | 7     | 23º  |
| 2022     | GT World Challenge Europe Endurance Cup | Allied-Racing               | 3    | 0        | 0    | 0   | 0    | 0     | NC†  |
| 2022     | FIA Motorsport Games GT Sprint          | Team Turkey                 | 1    | 0        | 0    | 0   | 0    | N/A   | 5º   |
| 2023     | Asian Le Mans Series - LMP2             | DKR Engineering             | 4    | 1        | 0    | 0   | 4    | 76    | 1º   |
| 2023     | Deutsche Tourenwagen Masters            | KÜS Team Bernhard           |      |          |      |     |      | *     |      |

† As Güven era un pilota ospite, non era idoneo a conquistare nessun punto.* Stagione in corso.

### Risultati Porsche Supercup
| Anno    | Squadra             | CAT | MON | RBR | SIL | HUN | HUN | SPA | MNZ | MEX | MEX | Punti | Pos. |
| ------- | ------------------- | --- | --- | --- | --- | --- | --- | --- | --- | --- | --- | ----- | ---- |
| 2019    | Martinet by Alméras | 2   | 5   | Rit | 1   | 12  | 8   | 2   | 5   | 2   | 2   | 124   | 2º   |
| Anno    | Squadra             | RBR | RBR | HUN | SIL | SIL | CAT | SPA | MNZ |     |     | Punti | Pos. |
| 2020    | Martinet by Alméras | 8   | 2   | 2   | 9   | 1   | 8   | 1   | Rit |     |     | 113   | 3º   |
| Anno    | Squadra             | MON | RBR | RBR | HUN | SPA | ZND | MNZ | MNZ |     |     | Punti | Pos. |
| 2021    | BWT Lechner Racing  | 20† | 2   | 26  | 4   | 2   | 4   | 1   | 3   |     |     | 110   | 3º   |
| Legenda |                     |     |     |     |     |     |     |     |     |     |     |       |      |

### Risultati completi DTM
(legenda) (Le gare in grassetto indicano la pole position) (Le gare in corsivo indicano Gpv)
| Anno | Team                | Vettura                  | 1   | 2   | 3   | 4   | 5   | 6   | 7    | 8   | 9   | 10  | 11  | 12  | 13  | 14  | 15  | 16  | Punti | Pos. |
| ---- | ------------------- | ------------------------ | --- | --- | --- | --- | --- | --- | ---- | --- | --- | --- | --- | --- | --- | --- | --- | --- | ----- | ---- |
| 2022 | AlphaTauri AF Corse | Ferrari 488 GT3 Evo 2020 | POR | POR | LAU | LAU | IMO | IMO | NOR  | NOR | NÜR | NÜR | SPA | SPA | RBR | RBR | HOC | HOC | 7     | 23º  |
| 2022 | AlphaTauri AF Corse | Ferrari 488 GT3 Evo 2020 |     |     |     |     |     |     | Rit3 | 7   |     |     |     |     |     |     |     |     | 7     | 23º  |
| 2023 | KÜS Team Bernhard   | Porsche 911 GT3 R        | OSC | OSC | ZAN | ZAN | NOR | NOR | NÜR  | NÜR | LAU | LAU | SAC | SAC | RBR | RBR | HOC | HOC | 70    | 15°  |
| 2023 | KÜS Team Bernhard   | Porsche 911 GT3 R        | Rit | Rit | 13  | 7   | 53  | 8   | Rit  | NP  | 16  | Rit | 32  | Rit | 113 | 7   | Rit | 11  | 70    | 15°  |
| 2024 | Manthey Racing      | Porsche 911 GT3 R        | OSC | OSC | LAU | LAU | ZAN | ZAN | NOR  | NOR | NÜR | NÜR | SAC | SAC | RBR | RBR | HOC | HOC | 52*   |      |
| 2024 | Manthey Racing      | Porsche 911 GT3 R        | 14  | 14  | 15  | 11  | 17  | Rit | 16   | 8   | 17  | 5   | SQ  | 8   | 5   | 7   |     |     | 52*   |      |

* Stagione in corso.

### Asian Le Mans Series
| Anno    | Squadra         | Classe | Vettura  | DUB | DUB | ABU | ABU | Punti | Pos. |
| ------- | --------------- | ------ | -------- | --- | --- | --- | --- | ----- | ---- |
| 2023    | DKR Engineering | LMP2   | Oreca 07 | 2   | 2   | 3   | 1   | 76    | 1º   |
| Legenda |                 |        |          |     |     |     |     |       |      |